# Zámek Charlottenburg

Palác Charlottenburg

Zámek Charlottenburg (německy: Schloss Charlottenburg) je největší berlínský palác, a jediná dochovalá královská residence ve městě z doby panování Hohenzollernů. Nachází se v obvodě Charlottenburg / Charlottenburg-Wilmersdorf.
Palác byl vystavěn na konci 17. století a významně rozšířen ve století 18. Je zde použito množství dekorací v barokním a rokokovém stylu. Rozsáhlé přilehlé zahrady obklopené lesy přibyly k paláci současně s belvedérem, mauzoleem, divadlem a zahradním pavilonem. Za druhé světové války byl palác silně poškozen, po válce však byl zrekonstruován. Palác se zahradami patří k největším turistickým atrakcím Berlína.

## Historie

### Zámek
Původní palác nechala postavit Žofie Šarlota, manželka braniborského kurfiřta Fridricha III., v tehdejší vesnici Lietzow. Palác, pojmenovaný Lietzenburg, navrhl Johann Arnold Nering v barokním stylu. Skládal se z jednoho křídla a byl postaven jako 2+1⁄2 podlaží s centrální kopulí. Průčelí bylo zdobeno korintskými pilastry. Na vrcholu byla římsa, na níž byly umístěny sochy. V zadní části uprostřed paláce se nacházely dva oválné sály, horní byl slavnostní  a dolní umožňoval přístup do zahrad. Nering zemřel během stavby paláce a dílo dokončili Martin Grünberg a Andreas Schlüter. Slavnostní otevření paláce se konalo 11. července 1699, v den Fridrichových 42. narozenin.
V roce 1701 se Fridrich nechal korunovat jako Fridrich I., pruský král. Dva roky předtím jmenoval Johanna Friedricha von Eosandera (známého také jako Eosander von Göthe) královským architektem a poslal ho studovat architektonický vývoj v Itálii a Francii, zejména palác ve Versailles. Po svém návratu v roce 1702 začal Eosander palác rozšiřovat, začal dvěma bočními křídly, která uzavírala velké nádvoří, hlavní palác byl tak rozšířen po obou stranách. Žofie Šarlota zemřela v roce 1705 a Fridrich na její památku pojmenoval palác a přilehlé panství Charlottenburg. V následujících letech byla na západě paláce postavena oranžérie a centrální prostor se rozšířil o velkou věž s kopulí. Na vrcholu kopule je umístěna větrná korouhev v podobě pozlacené sochy představující Fortunu podle návrhu Andrease Heidta. Oranžérie původně sloužila k přezimování vzácných rostlin. V letních měsících, kdy barokní zahradu zdobilo více než 500 pomerančovníků, citrusů a kyselých pomerančů, byla oranžérie pravidelně nádherným dějištěm dvorských slavností.

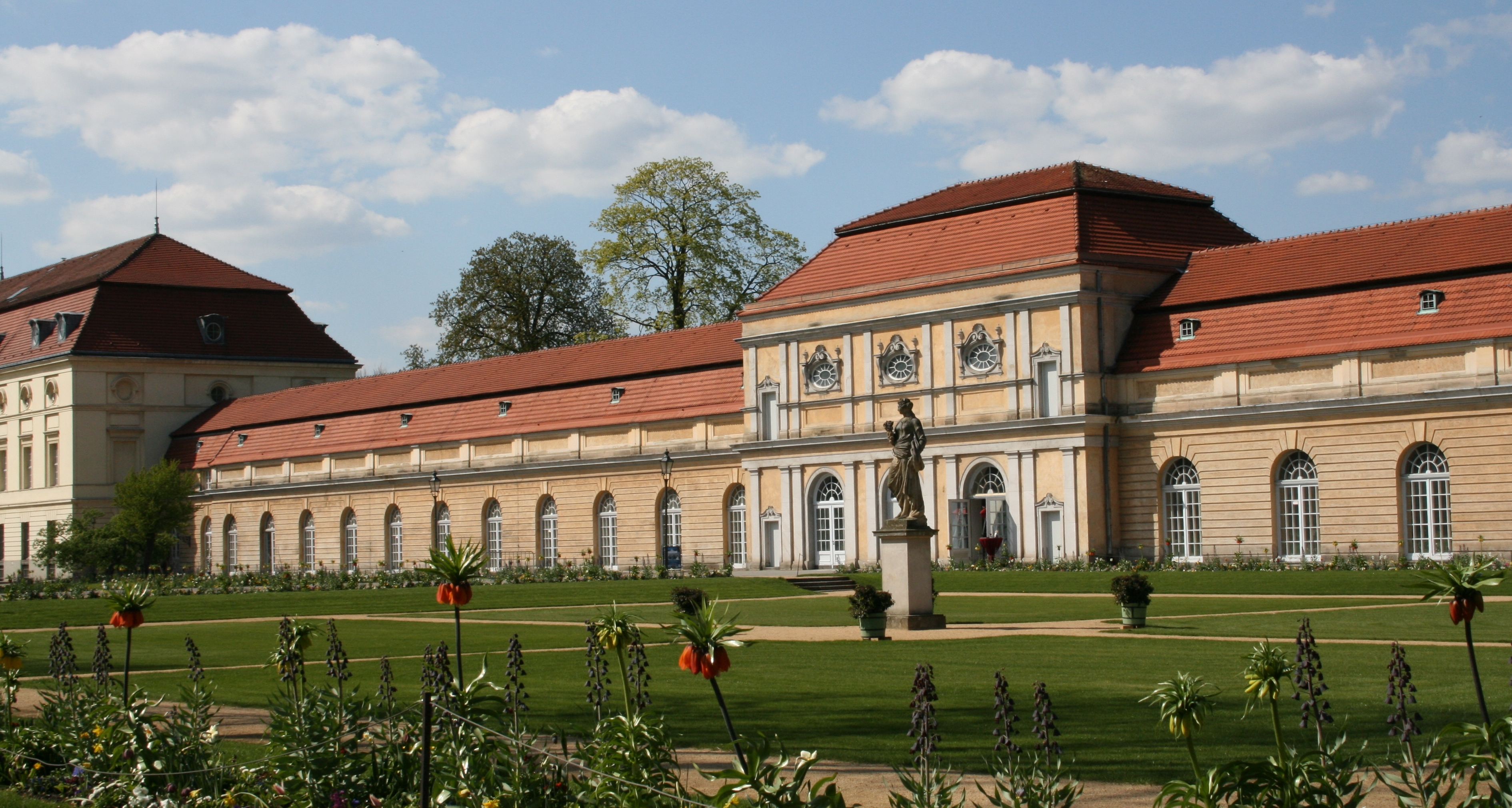
Oranžérie

K výzdobě interiéru paláce byli přizváni různí umělci. Vlámský malíř Jan Anthonie Coxie byl jako dvorní malíř Fridricha I. pověřen výzdobou stěn a stropů v různých místnostech paláce. Coxie namaloval v letech 1701-1713 fresky a oltářní obraz v palácové kapli a fresky v gobelínové galerii a porcelánovém sále. Fresky v porcelánovém sále byly zjevnou propagandou vlády Fridricha I. Představují Auroru, bohyni úsvitu, která ve svém voze taženém sedmi koňmi zahání noc a uvolňuje cestu bohu slunce Apollónovi, jenž se blíží na svém voze v záři světla. Nad hlavou se vznáší Merkur, který ohlašuje příchod boha, jenž dává život, a Saturn, který svou kosou ohlašuje Zlatý věk. Coxie zařadil také obrazy čtyř světadílů a čtyř ročních období, které jsou známými odkazují na politickou moc, a potvrzují tak velikost Fridricha I..
Uvnitř paláce se nacházela místnost označovaná jako osmý div světa, Jantarová komnata (Bernsteinzimmer), jejíž stěny byly pokryty dekorativním jantarem. Navrhl ji Andreas Schlüter a její stavba dánským jantarovým mistrem Gottfriedem Wolframem začala v roce 1701. V roce 1716 věnoval Jantarovou komnatu Fridrich Vilém I. caru Petru Velikému jako dar, který upevnil prusko-ruské spojenectví proti Švédsku.
Když Fridrich I. v roce 1713 zemřel, nastoupil po něm jeho syn Fridrich Vilém I., jehož stavební plány byly méně ambiciózní, staral se nicméně o řádnou údržbu paláce. Stavba byla obnovena po nástupu jeho syna Fridricha II. Velikého na trůn v roce 1740. V tomto roce byly jižně od křídla oranžérie dokončeny stáje pro králův osobní gardový pluk a byly zahájeny práce na východním křídle. Na stavbu nového křídla dohlížel Georg Wenzeslaus von Knobelsdorff, správce všech královských paláců, který se do značné míry řídil Eosanderovým návrhem. Výzdoba exteriéru byla poměrně jednoduchá, ale vnitřní vybavení bylo bohaté na malby a sochy, textilie a zrcadla. Přízemí bylo určeno pro Fridrichovu manželku Alžbětu Kristýnu Brunšvicko-Bevernskou, která však dávala přednost zámku Schönhausen a Charlottenburg navštěvovala jen příležitostně. Většinu velkolepé výzdoby horního patra, které zahrnovalo bílý sál, ohdovní síň, trůnní sál a zlatou galerii, navrhl Johann August Nahl. V roce 1747 byl ve vzdálenější východní části křídla upraven druhý apartmán pro krále. V té době se v Postupimi stavěl zámek Sanssouci, po jehož dokončení byl Fridrich v Charlottenburgu jen příležitostným návštěvníkem.

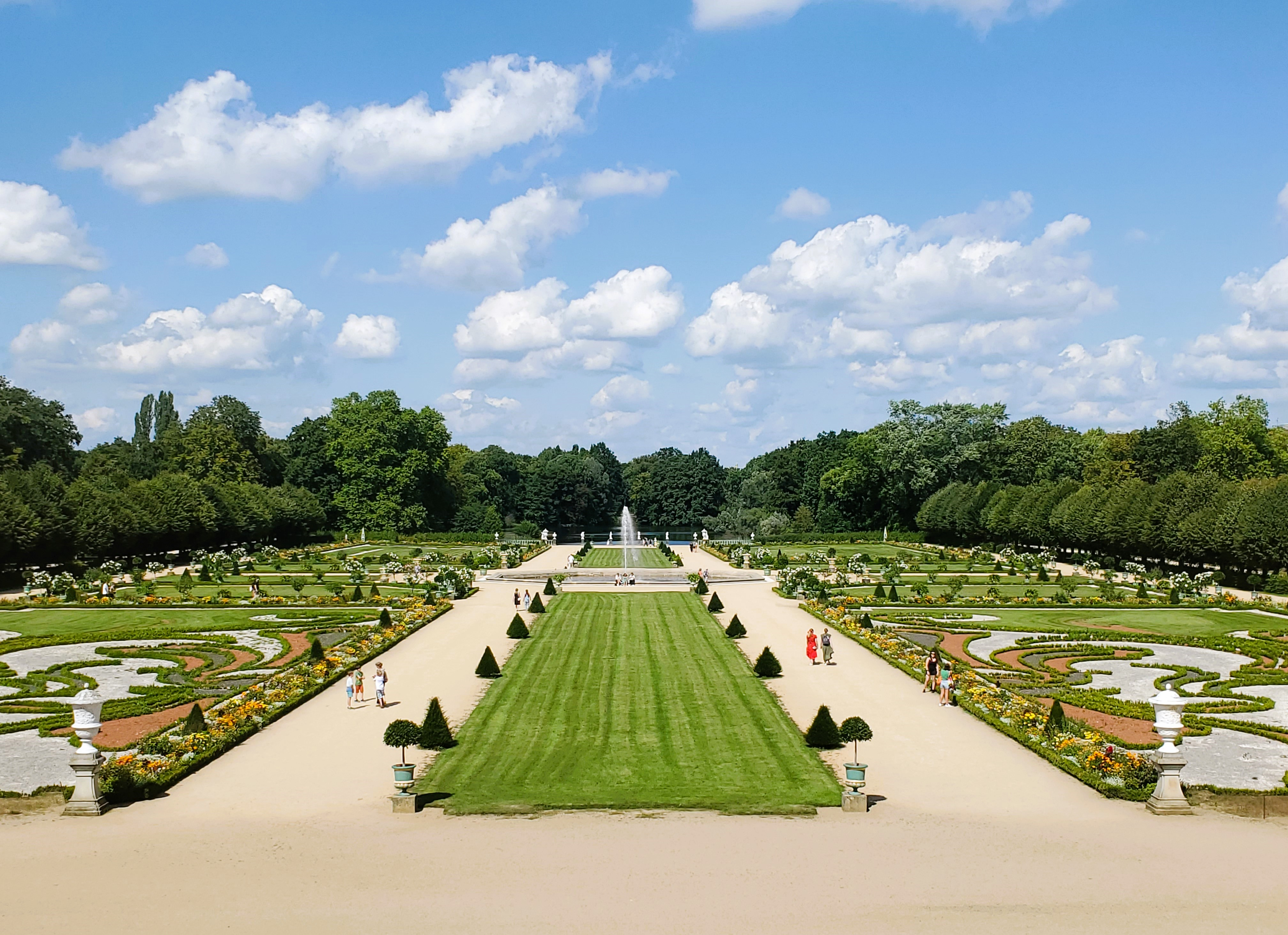
Pohled ze zámku na zámeckou zahradu

V roce 1786 nastoupil na trůn po Fridrichovi jeho synovec Fridrich Vilém II., který si z pěti místností v přízemí východního křídla udělal letní byty a z části horního patra zimní komnaty, nicméně nedožil se jejich dokončení. Jeho syn Fridrich Vilém III. nastoupil na trůn v roce 1797 a vládl se svou manželkou Luisou Meklenbursko-Střelickou 43 let. Většinu této doby strávili ve východním křídle Charlottenburgu. V roce 1804, po porážce Pruska u Jeny-Auerstedtu, vpochodoval do Berlína Napoleon a usadil se v paláci, který se stal jeho hlavním sídlem. Nejstarší syn pruského krále Fridrich Vilém IV., který vládl v letech 1840-1861, bydlel v horním patře centrální palácové budovy. Po jeho smrti byl jediným dalším královským obyvatelem paláce Fridrich III. Pruský, který vládl 99 dní v roce 1888.

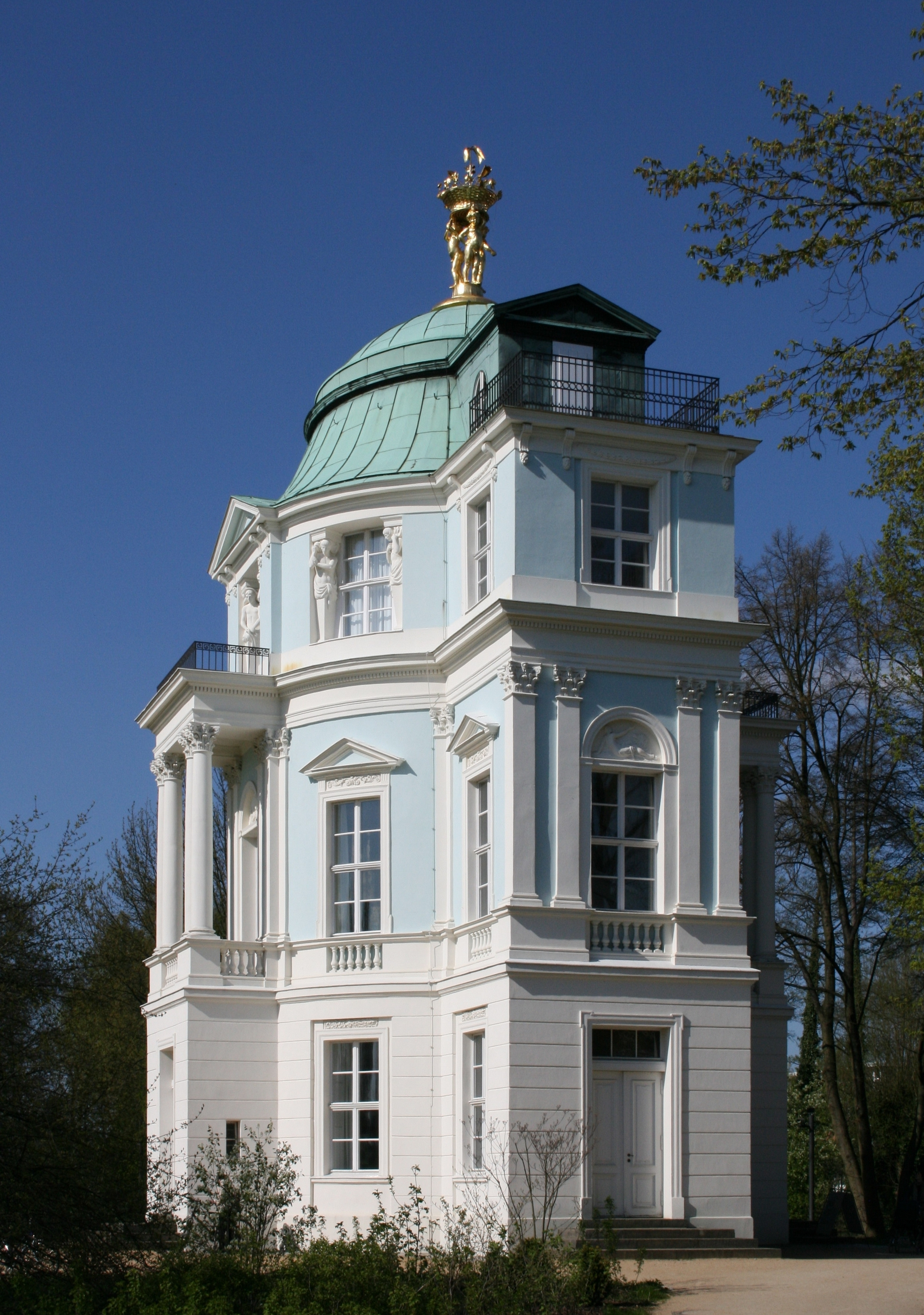
Belvedér

Během druhé světové války byl palác v roce 1943 vážně poškozen. V roce 1951 panovaly obavy, že bude zámek zbořen stejně jako podobným způsobem poškozený Stadtschloss ve východním Berlíně. Nicméně díky úsilí Margarete Kühn, ředitelky Státních paláců a zahrad, byl zámek obnoven do původního stavu a vyzdoben obrovskými moderními stropními malbami od Hanna Triera. Od roku 2004 do začátku roku 2006, když se rekonstruoval  zámek Bellevue, byl Charlottenburg sídlem německého prezidenta.

### Zahrada
Zahradu navrhl v roce 1697 v barokním stylu Simeon Godeau, který byl ovlivněn André Le Nôtrem, autorem zahrad ve Versailles. Godeauův návrh tvořily geometrické obrazce s alejemi a příkopy, které oddělovaly zahradu od jejího přírodního okolí. Za formálními zahradami se nacházel rybník s kapry. Ke konci 18. století se do módy dostaly méně formální, přirozeněji vypadající zahrady. V roce 1787 upravil královský zahradník Georg Steiner zahradu pro Fridricha Viléma II. v anglickém krajinářském stylu. Po druhé světové válce bylo centrum zahrady obnoveno v původním barokním stylu.
V roce 1788 nechal Fridrich Vilém II. v areálu za kapřím rybníkem postavit belvedér podle návrhu Carla Gottharda Langhanse. Budova sloužila jako čajovna a rozhledna. Langhans navrhl také palácové divadlo, které bylo postaveno v letech 1788–1791 západně od křídla oranžérie.

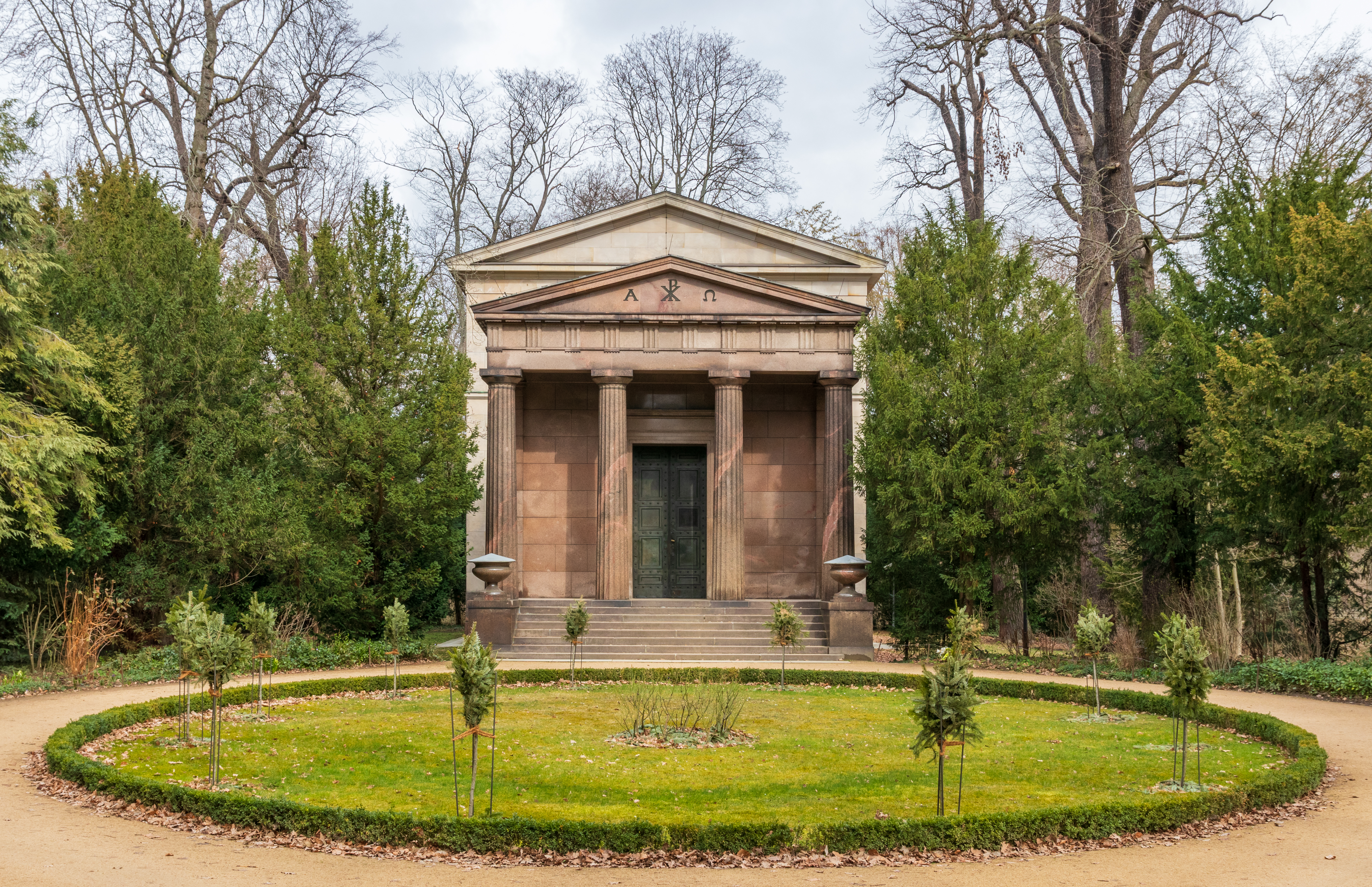
Královské mauzoleum

#### Mauzoleum
Mauzoleum bylo postaveno jako hrobka královny Luisy v letech 1810–1812 v neoklasicistním stylu podle návrhu Heinricha Gentze. Po smrti Fridricha Viléma III. bylo rozšířeno podle návrhu Karla Friedricha Schinkela. V letech 1890–91 bylo znovu rozšířeno Albertem Geyerem, aby se sem vešly hroby německého císaře Viléma I. a jeho manželky Augusty Sasko-Výmarské.
V roce 1825 přistavěl Fridrich Vilém III. severně od paláce nový pavilon, italskou vilu podle Schinkelova návrhu. Vila byla za války v roce 1943 poškozena a zrekonstruována byla v letech 1957–1970.